# Östra Bron
Östra Bron (deutsch Ostbrücke) ist eine Steinbrücke im schwedischen Karlstad. Sie überspannt den östlichen Zweig des Klarälven und verbindet damit die beiden Stadtteile Norrstrand und Haga. Die Östra Bron besteht aus 12 Granitbögen und ist mit 168 Meter die längste Steinbrücke in Schweden.
Im Jahr 1761 begann man mit dem Bau der Gamla stenbron (Alte Steinbrücke) oder Östra bron.  Zu diesem Zeitpunkt erkannten die Bürger der Stadt, dass sie eine Brücke benötigten, die den Frühlingsüberflutungen widerstehen könnte.
Bauverantwortlicher wurde der 29-jährige Baumeister Anders Jacobsson. Er begann von Norden aus zu bauen. Die Landkreise Fryksdals, Älvdals und Kils, sowie der Bergbau von Nyed bekamen 464 Fuß und zehn Pfeiler der Brücke zugeteilt. Der Stadt wurden 110 Fuß und drei Pfeiler von Süden zugeordnet. Die 4000 Kubikmeter Stein wurden vom Lamberg, vom Rudberg und vom Svinbäckberg geholt.
Die Bauzeit war auf vier Jahre angesetzt. 1765 waren alle Steinstützen und ein Teil des Gewölbes fertiggestellt. Ein Holzüberbau machte die Brücke einigermaßen nutzbar. 1797 wurde sie eingeweiht. Gustav IV. Adolf war zu diesem Zeitpunkt König des Landes und Nils Nilsson Silverskjöld Provinzvorsteher. Erst 1811 wurde das Brückenbauwerk abgeschlossen.
Eine Legende, dass der Baumeister A. Jacobsson an der Haltbarkeit der Brücke gezweifelt und deshalb in den Klarälven gesprungen sein und sich ertränkt haben soll, stimmt nicht. Er starb 1804 daheim in Segersted.
1914 und 1915 verstärkte man die Steinstützen am Flussbett mit Beton und 1956 ebenfalls die oberen Brückenteile. Eine elektrische Beleuchtung erhielt die Brücke schon 1909. Die Laternen waren erst aus Holz und wurden 1923 gegen neuere aus Eisen getauscht.
Am südlichen Brückenende lag der östliche Zoll der Stadt. Von dort erstreckte sich der Weg bis über den Lagberg zwischen altem Gymnasium und Domkirche aus. Am südlichen Flussufer gab es hauptsächlich Gerbereien.
Vom nördlichen Brückende verliefen die Wege nach Filipstad und Kristinehamn und Stockholm. Beidseits davon erbaute man die westlichen und östlichen Friedhöfe im Jahr 1800 und 1895. An der Nordseite des Ufers befand sich der Herrenhof Sundsta. Dort betrieb im späteren 19. Jahrhundert Alfred Dahlgren eine Lachskonservenfabrik und Brunnenwasserförderung aus einer Quelle. Beides wurde international vertrieben. Das Wasser wurde auch über den Fluss geleitet und im alten Badehaus genutzt.